# Nước
Nước (Hán Việt: thủy) là một hợp chất vô cơ, không mùi, không vị và gần như không màu  là thành phần chính của thủy quyển Trái đất và chất lỏng trong tất cả các sinh vật sống đã biết (trong đó nó hoạt động như một dung môi).
Nước rất quan trọng đối với tất cả các dạng sống đã biết, mặc dù nó không cung cấp calo hoặc chất dinh dưỡng hữu cơ. Công thức hóa học của nó là H2O, có nghĩa là mỗi phân tử của nó chứa một nguyên tử oxy và hai nguyên tử hydro, được nối với nhau bằng liên kết cộng hóa trị. Hai nguyên tử hydro liên kết với một nguyên tử oxy một góc 104,45°.
"Nước" là tên trạng thái lỏng của H2O ở điều kiện tiêu chuẩn về nhiệt độ và áp suất. Nó tạo thành kết tủa dưới dạng mưa và sol khí dưới dạng sương mù. Mây bao gồm những giọt nước và băng lơ lửng, ở trạng thái rắn. Khi được phân chia dạng mịn, nước đá kết tinh có thể kết tủa dưới dạng tuyết. Trạng thái khí của nước là hơi nước.
Nước bao phủ 71% bề mặt Trái đất, chủ yếu ở các biển và đại dương. Một phần nhỏ nước xuất hiện dưới dạng nước ngầm (1,7%), trong các sông băng và chỏm băng ở Nam Cực và Greenland (1,7%), và trong không khí dưới dạng hơi, mây (bao gồm băng và nước lỏng lơ lửng trong không khí) và giáng thủy (0,001%). Nước di chuyển liên tục theo chu trình nước bốc hơi, thoát hơi nước, ngưng tụ, kết tủa và dòng chảy, thường là đi ra biển.
Nước đóng một vai trò quan trọng trong nền kinh tế thế giới. Khoảng 70% lượng nước ngọt mà con người sử dụng được dùng cho nông nghiệp. Đánh bắt cá ở các vùng nước mặn và nước ngọt là nguồn cung cấp thực phẩm chính cho nhiều nơi trên thế giới. Phần lớn thương mại đường dài của các hàng hóa (như dầu mỏ, khí đốt tự nhiên và các sản phẩm chế tạo) được vận chuyển bằng thuyền qua các biển, sông, hồ và kênh đào. Một lượng lớn nước, đá và hơi nước được sử dụng để làm mát và sưởi ấm, trong công nghiệp và gia đình. Nước là một dung môi tuyệt vời cho nhiều loại chất cả vô cơ và hữu cơ; vì vậy nó được sử dụng rộng rãi trong các quy trình công nghiệp, nấu ăn và giặt giũ. Nước, băng và tuyết cũng là trung tâm của nhiều môn thể thao và các hình thức giải trí khác, chẳng hạn như bơi lội, chèo thuyền giải trí, đua thuyền, lướt sóng, câu cá thể thao, lặn, trượt băng và trượt tuyết.

## Cấu tạo và tính chất của phân tử nước

### Hương vị và mùi
Nước tinh khiết thường được mô tả là không vị và không mùi, mặc dù con người có cảm biến đặc biệt có thể cảm nhận được sự có mặt của nước trong miệng, và ếch được biết là có khả năng ngửi thấy nó. Tuy nhiên, nước từ các nguồn thông thường (bao gồm nước khoáng đóng chai) thường có nhiều chất hòa tan, có thể làm cho nó có nhiều hương vị và mùi khác nhau. Con người và các động vật khác đã phát triển những giác quan cho phép họ đánh giá được chất lượng của nước bằng cách tránh nước quá mặn hoặc quá hôi.

### Cấu tạo
Nước là một hợp chất được tạo thành bởi hai nguyên tố Hydro và Oxy. Hai nguyên tố này được liên với nhau bằng liên kết cộng hóa trị, công thức hóa học là H2O. Nước cũng chiếm khoảng 70% diện tích bề mặt của Trái Đất.

### Màu sắc và hình dáng
Màu sắc tự nhiên của nước thường được xác định bởi các chất rắn lơ lửng và chất lơ lửng, hoặc bằng cách phản chiếu bầu trời, hơn là do nước. Điều này có nghĩa là màu sắc của nước phụ thuộc vào góc phản xạ và khúc xạ của ánh sáng chiếu đến.
Ánh sáng trong phổ điện từ nhìn thấy có thể đi qua một vài mét nước tinh khiết (hoặc băng) mà không có sự hấp thụ đáng kể, vì vậy nó trông trong suốt và không màu.  Như vậy thực vật thủy sinh, tảo, và sinh vật quang hợp khác có thể sống trong nước sâu đến hàng trăm mét, bởi vì ánh sáng mặt trời có thể tiếp cận chúng. Hơi nước cơ bản không nhìn thấy được như một chất khí.
Tuy nhiên, với độ dày 10 mét trở lên, màu sắc của nước (hoặc băng) là màu ngọc lam (màu xanh lục nhạt), vì phổ hấp thụ của nó có độ sắc nét tối thiểu ở màu tương ứng của ánh sáng (1/227 m −1 tại 418 nm). Màu sắc trở nên ngày càng mạnh mẽ và tối hơn với độ dày ngày càng tăng. (Thực tế không có ánh sáng mặt trời đến được các phần của đại dương dưới độ sâu 1000 mét) Mặt khác, tia cực tím bị nước hấp thụ mạnh. Và do thiếu ánh sáng và áp lực vô cùng lớn, như Rãnh Mariana, hơn {\displaystyle 1\times 10^{8}} {\displaystyle N/m^{2}}. Do đó không sinh vật nào có thể sống dưới đáy đại dương này.
Các chỉ số khúc xạ của nước lỏng (1.333 ở 20 °C) là cao hơn nhiều so với không khí (1.0), tương tự như của alkan và ethanol, nhưng thấp hơn so với glycerol (1,473), benzen (1,501), carbon disulfide (1.627), và các loại kính phổ biến (1.4 đến 1.6). Chỉ số khúc xạ của băng (1.31) thấp hơn nước.
Nước không có hình dạng nhất định, nó chỉ tồn tại hình dạng tại một thời điểm trong vật mà nó chứa. Nó có cấu trúc phân tử di chuyển trượt lên nhau và do đó nước rất dễ mất hình dạng, tuy vậy nước rất khó nén, lợi dụng tính chất này, người ta áp dụng nguyên lý Pascal cho các máy nén thủy lực.
Xem thêm: Định luật Pascal

### Hình học của phân tử nước
Phân tử nước bao gồm hai nguyên tử hydrogen và một nguyên tử oxygen. Về mặt hình học thì phân tử nước có góc liên kết là 104,45°. Do các cặp điện tử tự do chiếm nhiều chỗ nên góc này sai lệch đi so với góc lý tưởng của hình tứ diện. Chiều dài của liên kết O-H là 95,84 picômét.

### Tính lưỡng cực

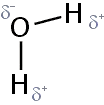
Tính lưỡng cực

Oxygen có độ âm điện cao hơn hydrogen. Việc cấu tạo thành hình ba góc và việc tích điện từng phần khác nhau của các nguyên tử đã dẫn đến cực tính dương ở các nguyên tử hydrogen và cực tính âm ở nguyên tử oxygen, gây ra sự lưỡng cực. Dựa trên hai cặp điện tử đơn độc của nguyên tử oxygen, lý thuyết VSEPR đã giải thích sự sắp xếp thành góc của hai nguyên tử hydrogen, việc tạo thành moment lưỡng cực và vì vậy mà nước có các tính chất đặc biệt. Vì phân tử nước có tích điện từng phần khác nhau nên một số sóng điện từ nhất định như sóng cực ngắn có khả năng làm cho các phân tử nước dao động, dẫn đến việc nước được đun nóng. Hiện tượng này được áp dụng để chế tạo lò vi sóng.

### Liên kết hydro
Các phân tử nước tương tác lẫn nhau thông qua liên kết hydrogen và nhờ vậy có lực hút phân tử lớn. Đây không phải là một liên kết bền vững. Liên kết của các phân tử nước thông qua liên kết hydro chỉ tồn tại trong một phần nhỏ của một giây, sau đó các phân tử nước tách ra khỏi liên kết này và liên kết với các phân tử nước khác.

Phân tử nước

Đường kính nhỏ của nguyên tử hydrogen đóng vai trò quan trọng cho việc tạo thành các liên kết hydrogen, bởi vì chỉ có như vậy nguyên tử hydrogen mới có thể đến gần nguyên tử oxygen một chừng mực đầy đủ. Các chất tương đương của nước, Ví dụ như acid sulfurhydric (H2S), không tạo thành các liên kết tương tự vì hiệu số điện tích quá nhỏ giữa các phần liên kết. Việc tạo chuỗi của các phân tử nước thông qua liên kết cầu nối hydrogen là nguyên nhân cho nhiều tính chất đặc biệt của nước, ví dụ như nước mặc dù có khối lượng mol nhỏ vào khoảng 18 g/mol vẫn ở thể lỏng trong điều kiện tiêu chuẩn. Ngược lại, H2S tồn tại ở dạng khí cùng ở trong những điều kiện này. Nước có khối lượng riêng lớn nhất ở 4 độ Celcius và nhờ vào đó mà băng đá có thể nổi lên trên mặt nước; hiện tượng này được giải thích nhờ vào liên kết cầu nối hiđrô.

Liên kết hiđrô

## Các tính chất hóa lý của nước
Cấu tạo của phân tử nước tạo nên các liên kết hiđrô giữa các phân tử là cơ sở cho nhiều tính chất của nước. Cho đến nay một số tính chất của nước vẫn còn là câu đố cho các nhà nghiên cứu mặc dù nước đã được nghiên cứu từ lâu.
Nhiệt độ nóng chảy và nhiệt độ sôi của nước đã được Anders Celsius dùng làm hai điểm mốc cho độ bách phân Celcius. Cụ thể, nhiệt độ đóng băng của nước là 0 độ Celcius, còn nhiệt độ sôi (760 mmHg) bằng 100 độ Celcius. Nước đóng băng được gọi là nước đá. Nước đã hóa hơi được gọi là hơi nước. Nước có nhiệt độ sôi tương đối cao nhờ liên kết hydro.
Dưới áp suất bình thường nước có khối lượng riêng (tỉ trọng) cao nhất là ở 4 °C: 1 g/cm³ đó là vì nước vẫn tiếp tục giãn nở khi nhiệt độ giảm xuống dưới 4 °C. Điều này không được quan sát ở bất kỳ một chất nào khác. Điều này có nghĩa là: Với nhiệt độ trên 4 °C, nước có đặc tính giống mọi vật khác là nóng nở, lạnh co; nhưng với nhiệt độ dưới 4 °C, nước lại lạnh nở, nóng co. Do hình thể đặc biệt của phân tử nước ( với góc liên kết 104,45° ), khi bị làm lạnh các phân tử phải dời xa ra để tạo liên kết tinh thể lục giác mở. Vì vậy mà tỉ trọng của nước đá nhẹ hơn nước thể lỏng.

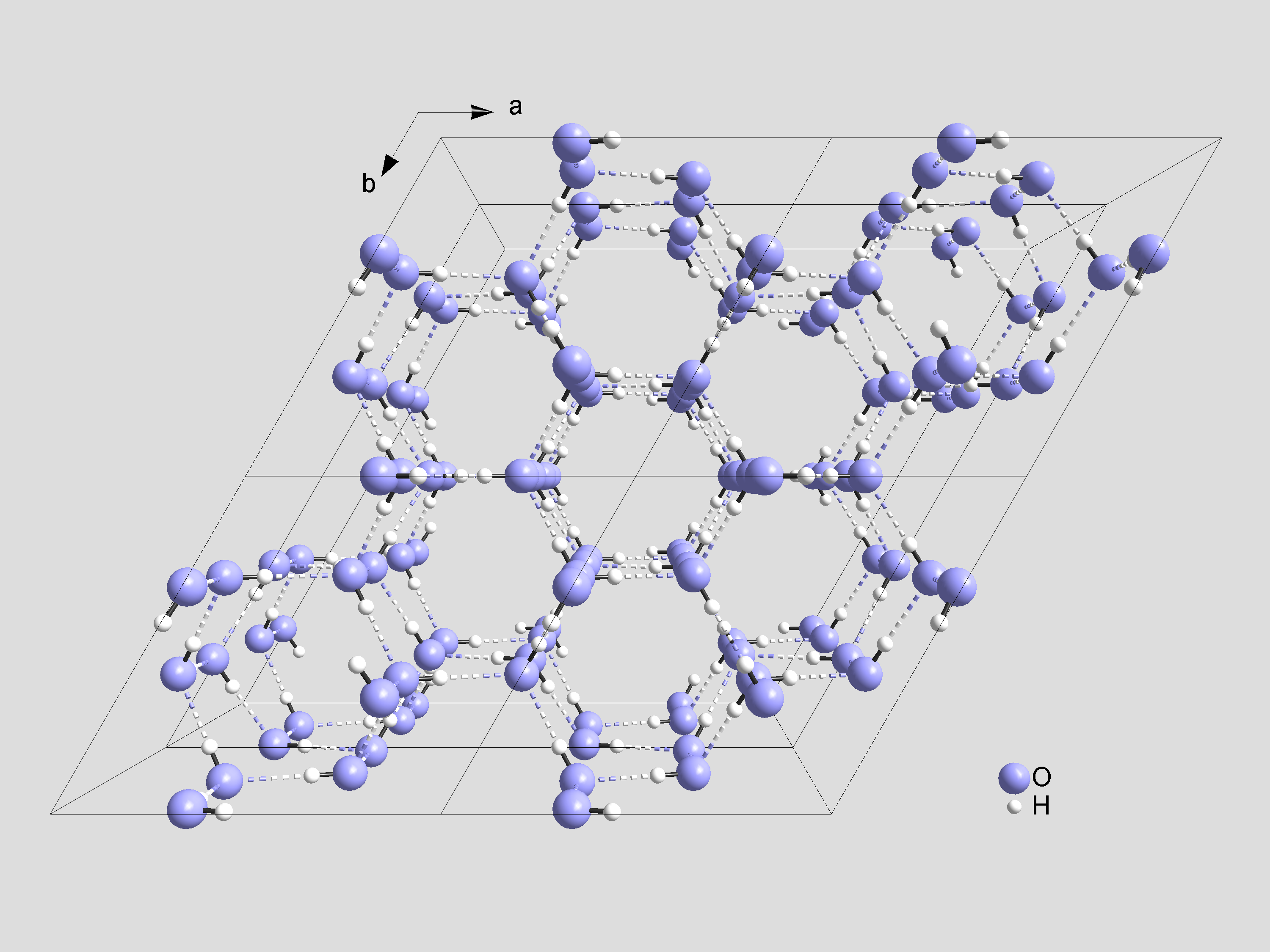
Khi đông lạnh dưới 4 °C, các phân tử nước phải dời xa ra để tạo liên kết tinh thể lục giác mở.

Nước là một dung môi tốt nhờ vào tính lưỡng cực. Các hợp chất phân cực hoặc có tính ion như acid, rượu và muối đều dễ tan trong nước. Tính hòa tan của nước đóng vai trò rất quan trọng trong sinh học vì nhiều phản ứng hóa sinh chỉ xảy ra trong dung dịch nước.
Nước tinh khiết không dẫn điện. Mặc dù vậy, do có tính hòa tan tốt, nước hay có tạp chất pha lẫn, thường là các muối, tạo ra các ion tự do trong dung dịch nước cho phép dòng điện chạy qua.
Về mặt hóa học, nước là một chất lưỡng tính, có thể phản ứng như một, có thể hiểu đơn giản khi một oxide acid hoặc một oxide base tác dụng với nước sẽ tạo ra dung dịch acid hay base tương ứng. Ở 7 pH (trung tính) hàm lượng các ion hydroxide (OH-) cân bằng với hàm lượng của hydronium (H3O+). Khi phản ứng với một axit mạnh hơn ví dụ như HCl, nước phản ứng như một chất kiềm:

HCl + H2O ⇌ H3O+ + Cl-
Với ammoniac nước lại phản ứng như một axit:
NH3 + H2O ⇌ OH- + NH4+

## Điều chế

### Trong công nghiệp
Trong công nghiệp, nước có thể hóa lỏng bằng cách làm tan băng đá, hoặc lọc từ nước biển và các nguồn nước không tinh khiết bằng các phương pháp khác nhau như lọc, chiết, tách, chưng cất (Chưng cất là một phương pháp tách dùng nhiệt để tách hỗn hợp đồng thể của các chất lỏng khác nhau. Chất rắn hòa tan, ví dụ như các loại muối, được tách ra khỏi chất lỏng bằng cách kết tinh. Dung dịch muối có thể làm cô đặc bằng cách cho bay hơi), bốc hơi nước,... có sự kết hợp của ngưng tụ.

### Trong phòng thí nghiệm
Chủ yếu người ta dùng cách cho H₂ tác dụng với O₂ để xảy ra phản ứng hóa hợp tạo nước nhưng nguy hiểm vì nó phát nổ, khi tỉ lệ H:O là 2:1 thì hỗn hợp nổ mạnh nhất. Ta có phương trình điều chế nước như sau:
2H₂ + O₂  ―→ 2H₂O

### Trong sinh hoạt
Hiện nay nguồn nước mà người dân sử dụng trong sinh hoạt hàng ngày thường được lấy từ: Hệ thống cung cấp nước tập trung (nước máy), nước mưa, nước giếng khơi, nước máng lần, nước giếng khoan…

## Nước trong đời sống

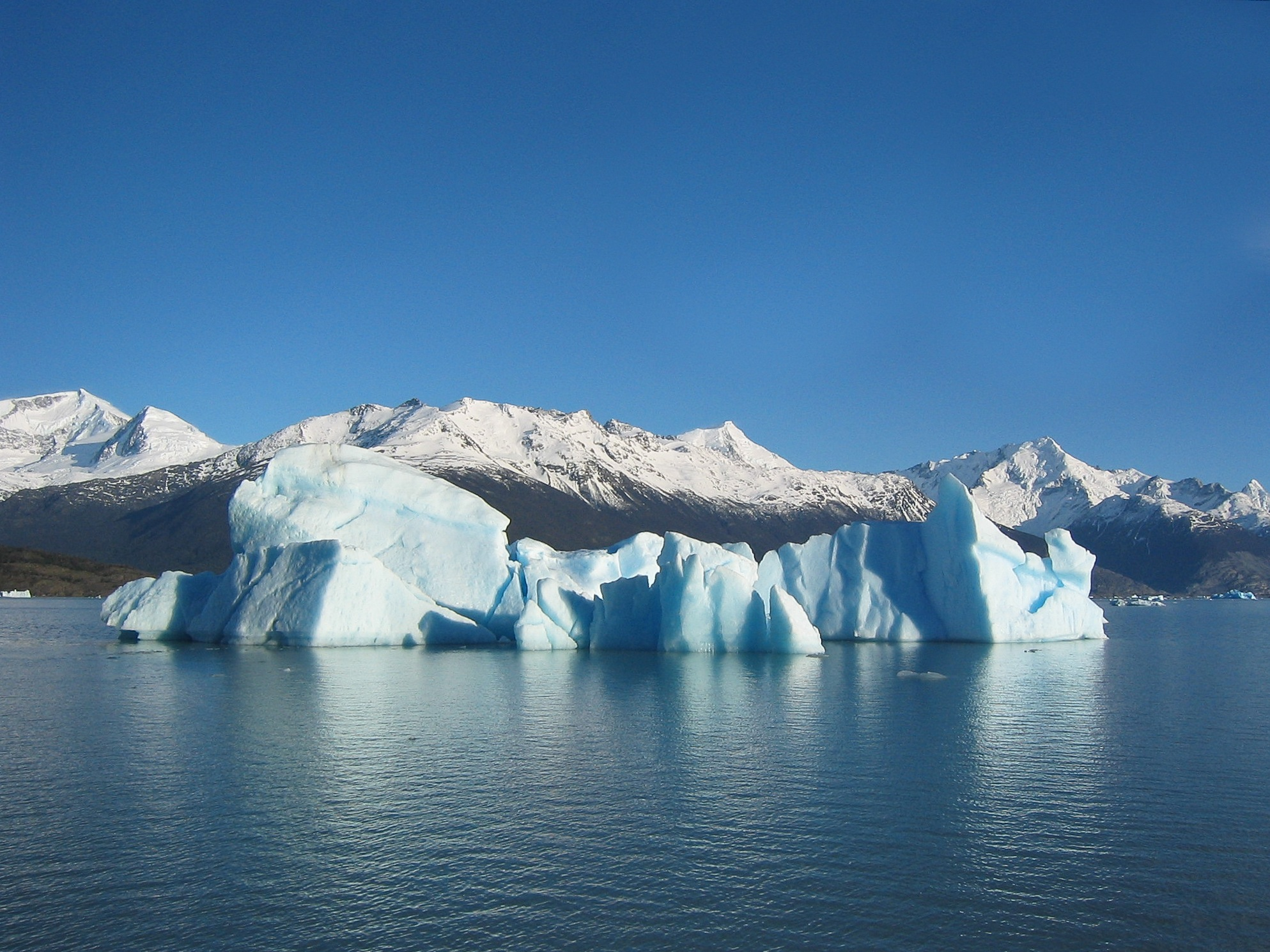
Ở đây có ba trạng thái tập hợp của nước cạnh nhau: tảng băng ở thể rắn, hồ nước ở thể lỏng và hơi nước ở thể khí.

Sự sống trên Trái Đất bắt nguồn từ trong nước. Tất cả các dạng sống trên Trái Đất đều phụ thuộc vào nước và vòng tuần hoàn nước.
Nước có ảnh hưởng quyết định đến khí hậu và là nguyên nhân tạo ra thời tiết. Năng lượng mặt trời sưởi ấm không đồng đều các đại dương đã tạo nên các dòng hải lưu trên toàn cầu. Dòng hải lưu Gulf Stream vận chuyển nước ấm từ vùng Vịnh Mexico đến Bắc Đại Tây Dương làm ảnh hưởng đến khí hậu của vài vùng châu Âu.
Nước là thành phần quan trọng của các tế bào sinh học và là môi trường của các quá trình sinh hóa cơ bản như quang hợp.
Hơn 75% diện tích của Trái Đất được bao phủ bởi nước. Lượng nước trên Trái Đất có vào khoảng 1,38 tỉ km³. Trong đó 97,4% là nước mặn trong các đại dương trên thế giới, phần còn lại, 2,6%, là nước ngọt, tồn tại chủ yếu dưới dạng băng tuyết đóng ở hai cực và trên các ngọn núi, chỉ có 0,3% nước trên toàn thế giới (hay 3,6 triệu km³) là có thể sử dụng làm nước uống. Việc cung cấp nước uống sẽ là một trong những thử thách lớn nhất của loài người trong vài thập niên tới đây. Nguồn nước cũng đã là nguyên nhân gây ra một trong những cuộc chiến tranh ở Trung Cận Đông.
Nước được sử dụng trong công nghiệp từ lâu như là nguồn nhiên liệu (cối xay nước, máy hơi nước, nhà máy thủy điện) như là chất trao đổi nhiệt.
Nhà triết học người Hy Lạp Empedocles đã coi nước là một trong bốn nguồn gốc tạo ra vật chất (bên cạnh lửa, đất và không khí). Nước cũng nằm trong Ngũ Hành của triết học cổ Trung Hoa.
Với tình trạng ô nhiễm ngày một nặng và dân số ngày càng tăng, nước sạch dự báo sẽ sớm trở thành một thứ tài nguyên quý giá không kém dầu mỏ trong thế kỷ trước. Nhưng không như dầu mỏ có thể thay thế bằng các loại nhiên liệu khác như điện, nhiên liệu sinh học, khí đốt..., nước không thể thay thế và trên thế giới tất cả các dân tộc đều cần đến nó để bảo đảm cuộc sống của mình, cho nên vấn đề nước trở thành chủ đề quan trọng trên các hội đàm quốc tế và những mâu thuẫn về nguồn nước đã được dự báo trong tương lai. Tuy nhiên gần đây người ta đã lọc được nước biển từ một thiết bị lọc rẻ tiền và từ đó giải quyết được vấn đề thiếu nước.

## Trong văn hóa

### Triết học

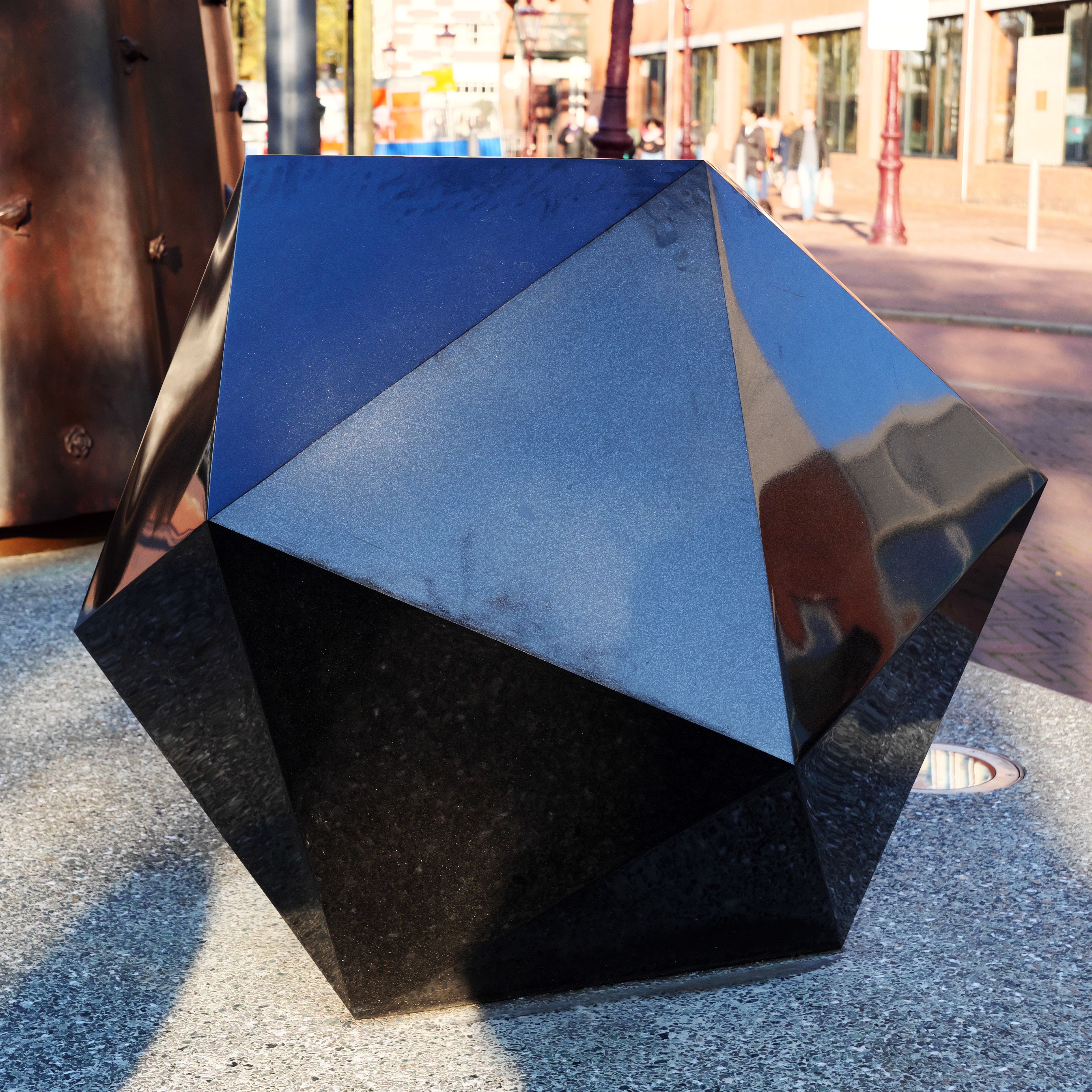
Nhị thập diện là một phần của tượng đài Spinoza ở Amsterdam.

Nhà triết học Hy Lạp cổ đại Empedocles coi nước là một trong bốn nguyên tố cổ điển (cùng với lửa, đất và không khí), và coi nó như một ylem, hay chất cơ bản của vũ trụ. Thales, người Aristotle miêu tả là một nhà thiên văn học và một kỹ sư, đã đưa ra giả thuyết rằng đất, đặc hơn nước, nổi lên từ nước. Thales, một nhà theo thuyết nhất nguyên, còn tin rằng mọi thứ đều được tạo ra từ nước. Plato tin rằng hình dạng của nước là nhị thập diện – chảy dễ dàng so với trái đất hình lập phương.
Lý thuyết về bốn chất của cơ thể liên kết nước với đờm, là lạnh và ẩm. nguyên tố cổ điển nước cũng là một trong ngũ hành trong triết học Trung Quốc truyền thống (cùng với đất (thổ), lửa (hỏa), gỗ (mộc) và kim loại (kim)).
Một số hệ thống triết học châu Á truyền thống và phổ biến lấy nước làm hình mẫu. Bản dịch Đạo Đức Kinh của James Legge năm 1891 nói rằng, "Tính ưu việt cao nhất giống như nước. Tính ưu việt của nước thể hiện ở chỗ nó mang lại lợi ích cho vạn vật, và trong sự chiếm chỗ của nó, không tranh giành (với các thế lực đối nghịch), ở nơi thấp mà tất cả mọi người đều không thích. Do đó (cách của nó) gần với (đường lối của) Đạo" và "Không có gì trên thế giới mềm yếu hơn nước, nhưng để tấn công những thứ chắc chắn và mạnh mẽ thì không có thứ gì có thể hơn nó." Trong Guanzi, chương "Thủy di" (水地) nói thêm về biểu tượng của nước, tuyên bố rằng "con người là nước" và tại tôn vinh phẩm chất tự nhiên của người dân ở các vùng khác nhau của Trung Quốc đối với đặc điểm của nguồn nước địa phương.

### Nước như một nguồn tài nguyên tự nhiên
- Anderson (1991). Water Rights: Scarce Resource Allocation, Bureaucracy, and the Environment. ISBN 0884103900.
- Maude Barlow, Tony Clarke (2003). Blue Gold: The Fight to Stop the Corporate Theft of the World's Water. ISBN 1565848136.
- Gleick, Peter H. (2000). The World's Water: The Biennial Report on Freshwater Resources. Washington: Island Press. ISBN 1559637927.
- Miriam R. Lowi (1995). Water and Power: The Politics of a Scarce Resource in the Jordan River Basin. ISBN 0521431646. (Cambridge Middle East Library)
- William E. Marks (2001). The Holy Order of Water: Healing Earths Waters and Ourselves.
- Postel, Sandra (1997, second edition). Last Oasis: Facing Water Scarcity. New York: Norton Press. ISBN 0393034283. {{Chú thích sách}}: Kiểm tra giá trị ngày tháng trong: |year= (trợ giúp)Quản lý CS1: năm (liên kết)
- Reisner, Marc (1993). Cadillac Desert: The American West and Its Disappearing Water. ISBN 0670199273.
- Vandana Shiva (2002). Water Wars: Privatization, Pollution, and Profit. London: Pluto Press [u.a.] ISBN 0-7453-1837-1. OCLC 231955339.
- Anita Roddickyear=2004. Troubled Water: Saints, Sinners, Truth And Lies About The Global Water Crisis. ISBN 095439593X.{{Chú thích sách}}:  Quản lý CS1: tên số: danh sách tác giả (liên kết)
- Marq de Villiers (2003, revised edition). Water: The Fate of Our Most Precious Resource. ISBN 0618030093. {{Chú thích sách}}: Kiểm tra giá trị ngày tháng trong: |year= (trợ giúp)Quản lý CS1: năm (liên kết)
- Diane Raines Ward (2002). Water Wars: Drought, Flood, Folly and the Politics of Thirst. ISBN 1573222291.
- Worster, Donald (1992). Rivers of Empire: Water, Aridity, and the Growth of the American West. ISBN 039451680X.